# 阿斯兰·阿塔基希耶夫
阿斯兰·阿塔基希耶夫（1953年8月16日—1992年8月7日）)，是一名阿塞拜疆军人。他因在第一次纳戈尔诺-卡拉巴赫战争中身亡，而被追授为阿塞拜疆国家英雄。

## 生平
1953年8月16日，阿斯兰·阿塔基希耶夫出生于库巴德利区的穆拉德汗利村（Muradkhanli）。1970年，他从学校毕业后不久，在苏联武装部队服役。1977年退役后，他返回阿塞拜疆巴库，进入阿塞拜疆国立大学语文系学习。1981年毕业后，他在库巴德利地区从事教育工作。第一次纳戈尔诺-卡拉巴赫战争爆发时，他还在学校里担任老师。由于战事吃紧，阿斯兰辞掉工作前往前线，参加守土战争。
战争中，阿斯兰加入了阿塞拜疆国民军并被任命为副营长。他积极参加了拉钦地区的马祖特鲁（Mazutlu）、塞菲扬（Sefiyan）和特克拉尔（Turklar）等村庄的战斗。1992年8月7日，他在争夺拉钦走廊的战斗中被亚美尼亚部队击中身亡。

## 纪念
1992年12月7日，阿塞拜疆总统发布第350号总统令，追授阿斯兰·阿塔基希耶夫为“阿塞拜疆国家英雄”。他葬于巴库烈士长廊。

## 相关
- 第一次纳戈尔诺-卡拉巴赫战争

## 延伸阅读
- Vüqar Əsgərov. "Azərbaycanın Milli Qəhrəmanları" (Yenidən işlənmiş II nəşr). Bakı: "Dərələyəz-M", 2010, səh. 154.